# Anne Perry

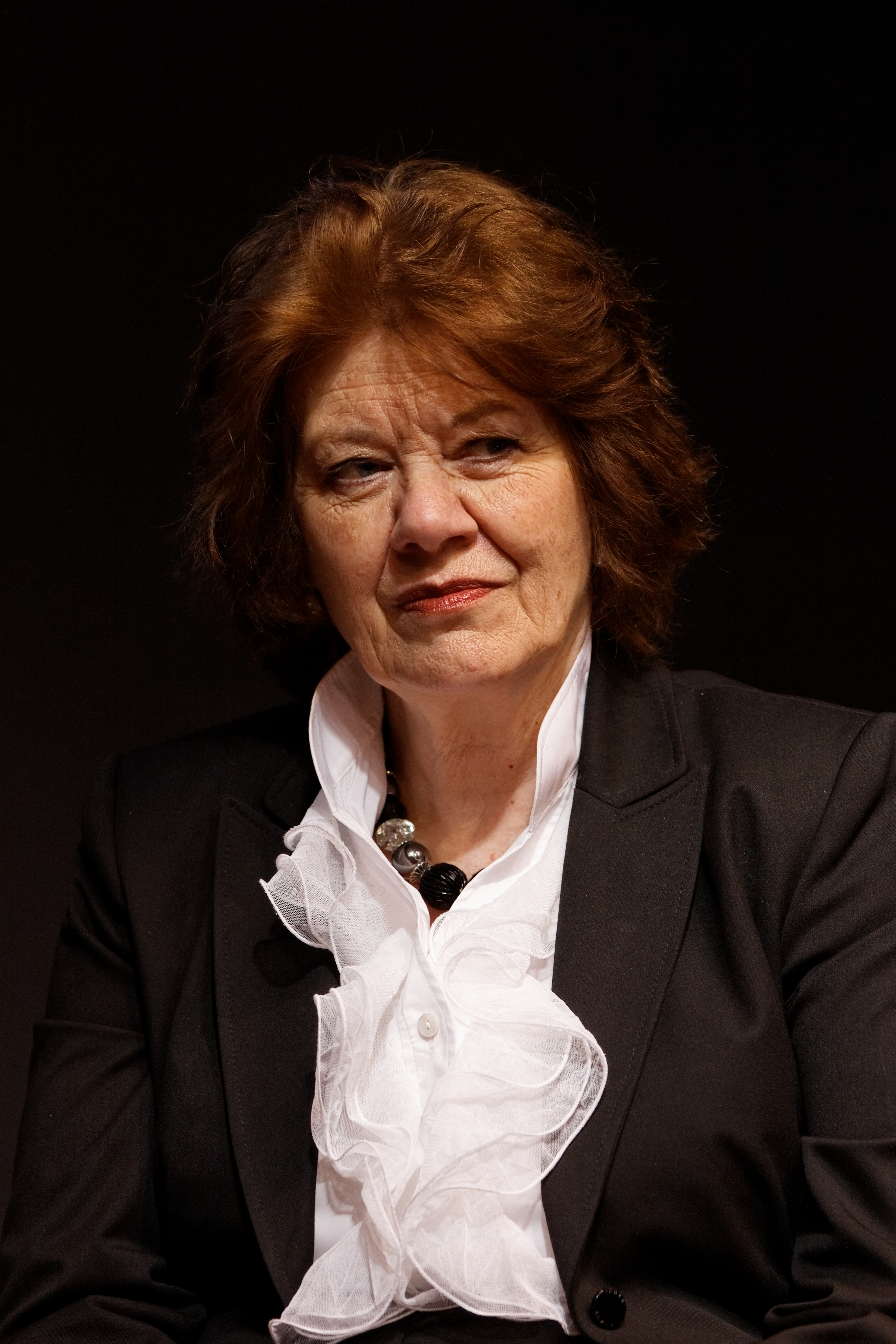
Anne Perry auf der Pariser Buchmesse, 2012

Anne Perry, vor 1959 Juliet Marion Hulme (* 28. Oktober 1938 in Blackheath, London; † 10. April 2023 in Los Angeles, Kalifornien), war eine britische Schriftstellerin. Sie wurde bekannt als Verfasserin historischer Kriminalromane, die im viktorianischen England spielen.

## Jugend
Anne Perry wurde als Juliet Hulme geboren. Sie war das erstgeborene Kind des englischen Physikers Henry Hulme und dessen Frau Hilda Marion, geb. Reavley (1912–2004), Tochter eines angesehenen anglikanischen Geistlichen. Ihr jüngerer Bruder Jonathan wurde 1944 geboren. Im Alter von sechs Jahren erkrankte sie an Tuberkulose und musste in ein wärmeres Klima umziehen. Ihre Eltern schickten sie zu einer Pflegefamilie auf die Bahamas, mit der sie später auf eine abgelegene neuseeländische Insel umzog. Deshalb verpasste sie fast drei Jahre lang den Schulunterricht. Ihr Vater nahm eine Stelle als Rektor der University of Canterbury in Neuseeland an, und sie konnte wieder mit ihrer Familie zusammenleben.
Als sie 15 Jahre alt war, standen ihre Eltern kurz vor der Scheidung. Juliet Hulme hoffte, nach der Scheidung gemeinsam mit ihrer Freundin Pauline Parker ihren Vater zurück nach England begleiten zu können. Die beiden Mädchen verband eine sehr enge Freundschaft. Perry gab 2006 in einem Interview zu, die Beziehung sei obsessiv gewesen. Parkers Mutter Honora Parker missbilligte die enge Bindung. Ihre Tochter befürchtete, sie würde sie daran hindern, gemeinsam mit Juliet Neuseeland zu verlassen. Pauline Parker entwarf in ihrem Tagebuch einen Mordplan, den sie Juliet mitteilte und den die beiden Mädchen am 22. Juni 1954 umsetzten. Sie lockten Honora Parker in einen Park und erschlugen sie mit einem Ziegelstein, der in einen Strumpf eingewickelt war. Der Mordfall erregte großes Aufsehen. Durch ihr geringes Alter entgingen sie der Todesstrafe und wurden zu einer Strafe von unbestimmter Dauer verurteilt, die in Commonwealth-Staaten als At Her Majesty’s Pleasure bekannt ist. Nach fünf Jahren Haft kamen sie mit der Auflage frei, nie wieder Kontakt zueinander aufzunehmen.
Die Geschichte wurde 1994 von Peter Jackson unter dem Titel Heavenly Creatures verfilmt und mit der späteren Oscar-Preisträgerin Kate Winslet in der Rolle der Juliet Hulme besetzt.
Im August 2009 fand auf dem Montréal World Film Festival die Uraufführung des Dokumentarfilms Anne Perry – Interiors (Regie: Dana Linkiewicz) statt.

## Karriere als Schriftstellerin
Nach ihrer Entlassung 1959 kehrte Juliet Hulme nach England zurück. Ihre Mutter heiratete wieder, und Hulme nahm den Nachnamen ihres Stiefvaters und den neuen Vornamen Anne an. Sie hielt sich mit vielen unterschiedlichen Jobs über Wasser. Fünf Jahre lang lebte sie in Südkalifornien und trat in dieser Zeit den Mormonen bei, denen sie bis zu ihrem Tod angehörte.
Sie begann bereits in den 1960er Jahren zu schreiben; ihren ersten Roman veröffentlichte sie nach vielen Absagen aber erst 1979. Als geschichtlicher Hintergrund ihrer Romane diente ihr zumeist das viktorianische England; ihr Stiefvater hatte sie dazu angeregt, der spekulierte, wer Jack the Ripper wohl gewesen sein mochte. Das war die Geburtsstunde ihrer Hauptfiguren, des Polizisten Thomas Pitt und seiner Ehefrau Charlotte, die im London der Zeit der Jack-the-Ripper-Morde leben. Später erfand sie noch den Privatdetektiv William Monk, der im Gegensatz zu den Pitts ein eher dunkler Charakter ist.
Ihre Bücher wurden weltweit bisher 25 Millionen Mal verkauft (März 2023).
Bis 2017 lebte Anne Perry in dem kleinen Dorf Portmahomack bei Tain im Norden Schottlands, bevor sie nach Los Angeles übersiedelte. Dort starb sie am 10. April 2023 im Alter von 84 Jahren in einem Krankenhaus, nachdem sich ihr Gesundheitszustand in Folge eines Herzinfarktes im Dezember 2022 verschlechtert hatte.

## Auszeichnungen
- 2000 Edgar Allan Poe Award – Kategorie Beste Kurzgeschichte für Heroes
- 2009 Agatha Award/Ehrenpreis (Malice Domestic Award for Lifetime Achievement) in Anerkennung des Lebenswerkes der Autorin

## Bibliographie

### Thomas und Charlotte Pitt
- Der Würger von der Cater Street (1979, engl. The Cater Street Hangman)
- Callander Square (1980, engl. Callander Square)
- Nachts am Paragon Walk (1981, engl. Paragon Walk)
- Der letzte Akt bzw. Die roten Stiefeletten (1981, engl. Resurrection Row)
- Rutland Place (1983, engl. Rutland Place)
- Der Tote von Bluegate Fields bzw. Ein Mann aus bestem Hause (1984, engl. Bluegate Fields)
- Tod in Devil’s Acre (1985, engl. Death in Devil’s Acre)
- Frühstück nach Mitternacht (1987, engl. Cardington Crescent)
- Die Frau in Kirschrot (1988, engl. Silence in Hanover Close)
- Die dunkelgraue Pelerine (1990, engl. Bethlehem Road)
- Schwarze Spitzen (1991, engl. Highgate Rise)
- Belgrave Square (1992, engl. Belgrave Square)
- Der weiße Seidenschal (1993, engl. Farriers' Lane)
- Mord im Hyde Park (1994, engl. The Hyde Park Headsman)
- Der blaue Paletot (1995, engl. Traitors Gate)
- Das Mädchen aus der Pentecost Alley (1996, engl. Pentecost Alley)
- Eine geschlossene Gesellschaft (1997, engl. Ashworth Hall)
- Das Geheimnis der Miss Bellwood (1998, engl. Brunswick Gardens)
- Schatten über Bedford Square (1999, engl. Bedford Square)
- Nebel über der Themse (2000, engl. Half Moon Street)
- Die Verschwörung von Whitechapel (2001, engl. The Whitechapel Conspiracy)
- Feinde der Krone (2002, engl. Southampton Row)
- Die Frau aus Alexandria (2005, engl. Seven Dials)
- Flammen über Scarborough Street (2006, engl. Long Spoon Lane)
- Die Tote im Buckingham Palace (2007, engl. April 2008 Africa Passage – Anm.: Der englische Titel wurde vom Verlag in „Buckingham Palace Gardens“ geändert.)
- Der Verräter von Westminster (2010, engl. Lisson Grove)
- Mord in Dorchester Terrace (2011, engl. Dorchester Terrace)
- Tod am Eaton Square (2012, engl. Midnight at Marble Arch)
- Nacht über Blackheath (2013, engl. Death on Blackheath)
- Das Opfer von Angel Court (2014, engl. The Angel Court Affair)
- Verrat am Lancaster Gate (2016, engl. Treachery at Lancaster Gate)
- Letzte Stunde im Hyde Park (2017, engl. Murder on the Serpentine)

### Daniel Pitt
- Todesurteil im Old Bailey (2017, engl. Twenty One Days)
- Flucht an die Themse (2018, engl. Triple Jeopardy)
- Feuer in der Tooley Street (2019, engl. One Fatal Flaw)
- Der Rächer von Mile End (2020, engl. Death with a Double Edge)
- 2021, engl. Three Debts Paid
- 2022, engl. The Fourth Enemy

### William Monk und Hester Latterly
- Das Gesicht des Fremden (1990, engl. The Face of A Stranger)
- Gefährliche Trauer (1991, engl. A Dangerous Mourning)
- Eine Spur von Verrat (1992, engl. Defend and Betray)
- Im Schatten der Gerechtigkeit (1993, engl. A Sudden Fearful Death)
- Dunkler Grund (1994, engl. Sins of the Wolf)
- Sein Bruder Kain (1995, engl. Cain his Brother)
- Die russische Gräfin (1996, engl. Weighed in the Balance)
- Stilles Echo (1997, engl. The Silent Cry)
- Tödliche Täuschung (1997, engl. Whited Sepulchres bzw. A Breach of Promise)
- In feinen Kreisen (1999, engl. The Twisted Root)
- In den Fängen der Macht (2000, engl. Slaves of Obsession)
- Gefährliches Geheimnis (2001, engl. Funeral in Blue)
- Tod eines Fremden (2002, engl. Death of a Stranger)
- Schwarze Themse (2003, engl. The Shifting Tide)
- Das dunkle Labyrinth (2006, engl., The Dark Assassin)
- Galgenfrist für einen Mörder (2009, engl. Execution Dock)
- Einer trage des anderen Schuld (2011, engl. Acceptable Loss)
- Ein Pakt mit dem Teufel (2012, engl. A Sunless Sea)
- Blinder Glaube (2013, engl. Blind Justice)
- Das Grab in der Themse (2014, engl. Blood on the Water)
- Der Todesengel von London (2015, engl. Corridors of the Night)
- Wer auf Rache sinnt (2016, engl. Revenge in a Cold River)
- Des anderen Feind (2017, engl. An Echo of Murder)
- Die dunklen Wasser von London (2018, engl. Dark Tide Rising)

### Vikar Joseph Reavley
(abgeschlossene Serie, spielt in den Jahren des 1. Weltkriegs 1914-1918)
- Noch sind die Gräber leer (2003, engl. No Graves As Yet, deutsch 2004)
- Und sei des Todes eingedenk (2004, engl. Shoulder the Sky, deutsch 2005)
- Kein Engel in der Finsternis (2005, engl. Angels in the Gloom, deutsch 2006)
- Der Tod hat kein Erbarmen (2006, engl. At some Disputed Barricade, deutsch 2007)
- Und ruhelos sind die Toten (2007, engl. We Shall Not Sleep, deutsch 2008)

### Weitere Werke

#### Tathea – Königin von Shinabar – Zyklus (Fantasy)
- Das Goldene Buch (1999, engl. Tathea, deutsch 2001)
- Come Armaggeddon (2001, noch nicht ins Deutsche übersetzt)

#### Célie Laurent Reihe
- Die Rettung des Königs (2000, engl. The One Thing More – The French Revolution, deutsch 2000)
- Der Racheschwur (2001, engl. A dish taken Cold, deutsch 2004)

#### Christmas Novels
- Eine Weihnachtsreise (2004, engl. A Christmas Journey, deutsch 2004)
- Der Weihnachtsbesuch (2004, engl. A Christmas Visitor, deutsch 2006)
- Der Weihnachtsgast (2006, engl. A Christmas Guest, deutsch 2006)
- Ein Weihnachtsmord (2007, engl. A Christmas Secret, deutsch 2007)
- Das Weihnachtsrätsel (Okt. 2008, engl. A Christmas Beginning, deutsch Okt./Nov. 2008)
- Der Weihnachtsfluch (2008, engl. A Christmas Grace, deutsch Okt. 2009)
- Das Weihnachtsversprechen (2009, engl. A Christmas Promise, dt. 2010)
- Der Weihnachtsverdacht (2010, engl. A Christmas Odyssey, dt. 2011)
- Die Weihnachtsleiche (2011, engl. A Christmas Homecoming, deutsch Nov. 2012)
- Der Weihnachtsverrat (2013, engl. A Christmas Garland, deutsch Okt. 2013)

#### Anthologien – Anne Perry als Herausgeberin
- Du sollst nicht töten (2005, engl. Thou shalt not kill, deutsch 2007)
- Der Tod steht in den Sternen (2001, engl. Death by Horoscope, deutsch Nov. 2008)

#### Weitere Kriminalromane
- Die dunklen Wasser des Todes (2010, engl. A Sheen on Silk, deutsch 2011)